# عمر باطويل
عمر محمد باطويل (1997 - 2016) شاب يمني ذاع صيته بعد أن تم اغتياله بمدينة عدن في أبريل 2016 نتيجة تعرضه لطلقات نارية،  وهو ابن الشاعر محمد عمر باطويل. وقد اكتسبت عملية اغتياله صدى لأن المصادر المحلية اليمنية تقول أنه تعرض  قبل واقعة اغتياله لتهديدات، وتم وصفه بالإلحاد بسبب آرائه التي نشرها على فيس بوك والتي فهم المهدِدون منها أنها تخالف الإسلام، وآراء باطويل تنتقد في مجملها ما يعتبره تشدداً دينياً وتطرفاً، وكانت آخر تدوينة له قبل مقتله تقول: «عندما يعرفون الفرق بين العالِم والكاهن سيستعيدون عقولهم!!».